# Абрука
Абрука (ест. Abruka) естонско је острво смештено у северном делу Ришког залива Балтичког мора, на око 4 километра јужно од највећег естонског острва Сареме. Једно је од већих острва у архипелагу Западноестонских острва. Административно припада округу Сарема.
Површина острва је 8,78 км². Према статистичким подацима са пописа становништва 2011. на острву су живела 33 становника.